# San Teodoro (Sycylia)
San Teodoro (sycylijski: U Casali) – miejscowość i gmina we Włoszech, w regionie Sycylia, w prowincji Mesyna. Położone na zboczach góry Abate.

## Gospodarka
- rolnictwo
- hodowla zwierząt